# 5e Kings
Circonscription électorale provinciale du Canada
5e Kings était une circonscription électorale dans la province canadienne de l'Île-du-Prince-Édouard, qui élisait deux membres à l'Assemblée législative de l'Île-du-Prince-Édouard de 1873 à 1993.

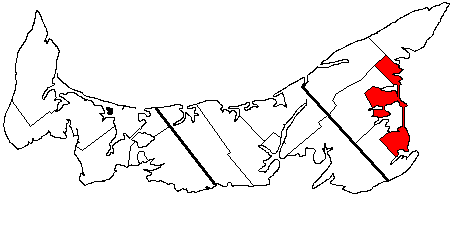
Carte démontrant la circonscription électorale de 5e Kings

Le district contenait la partie centrale est du comté de Kings.

## Membre de l'Assemblée législative

### Deux membres de 1873 à 1893
|  | Années    | Membre                 | Parti        |
|  | --------- | ---------------------- | ------------ |
|  | 1873-1876 | Archibald J. MacDonald | Conservateur |
|  | 1876-1879 | Lewis J. Westaway      |              |
|  | 1879-1893 | Archibald J. MacDonald | Conservateur |

|  | Années    | Membre         | Parti        |
|  | --------- | -------------- | ------------ |
|  | 1873-1876 | T. H. Haviland |              |
|  | 1876-1893 | Daniel Gordon  | Conservateur |

### Deux membres (député et conseiller) de 1893 à 1996

#### Député
|  | Années    | Membre                 | Parti        |
|  | --------- | ---------------------- | ------------ |
|  | 1893-1912 | Archibald J. MacDonald | Conservateur |
|  | 1912-1915 | Temple W. MacDonald    | Conservateur |
|  | 1915-1919 | Roderick J. McLellan   | Conservateur |
|  | 1919-1923 | Stephen S. Hessian     | Libéral      |
|  | 1923-1927 | J. Howard MacDonald    | Conservateur |
|  | 1927-1931 | Paul A. Scully         | Libéral      |
|  | 1931-1935 | J. Howard MacDonald    | Conservateur |
|  | 1935-1955 | William Hughes         | Libéral      |
|  | 1955-1962 | Stephen S. Hessian     | Libéral      |
|  | 1962-1966 | Arthur J. MacDonald    | Libéral      |
|  | 1966-1970 | J. Cyril Sinnott       | Conservateur |
|  | 1970-1988 | Arthur J. MacDonald    | Libéral      |
|  | 1988-1996 | Rose Marie MacDonald   | Libéral      |

#### Conseiller
|  | Années    | Membre                   | Parti        |
|  | --------- | ------------------------ | ------------ |
|  | 1893-1904 | Daniel Gordon            | Conservateur |
|  | 1904-1917 | John Alexander Mathieson | Conservateur |
|  | 1917-1935 | James David Stewart      | Conservateur |
|  | 1935-1961 | George E. Saville        | Libéral      |
|  | 1961-1974 | George J. Ferguson       | Libéral      |
|  | 1974-1978 | Waldron Lavers           | Libéral      |
|  | 1978-1986 | Lowell Johnston          | Conservateur |
|  | 1986-1996 | Barry Hicken             | Libéral      |